# Kourouma Fatoukouma
Kourouma Fatoukouma (* 11. Juli 1984 in Abidjan) ist ein ehemaliger ivorisch-nigrischer Fußballspieler.

## Karriere

### Verein
Geboren in der ivorischen Hauptstadt Abidjan, ging Fatoukouma 1998 in den Nachwuchs des französischen Erstligisten AS Saint-Étienne uns spielte dort auch später sechs Jahre für dessen Reservemannschaft. Dann wechselte er 2009 weiter zu Chabab Rif Al Hoceima in die marokkanische Botola, der höchsten Spielklasse des Landes. Von 2016 bis zu seinem Karriereende 2019 spielte der Verteidiger noch für die beiden finnischen Vereine Musan Salama sowie den FC Jazz Pori. 

### Nationalmannschaft
Am 9. September 2012 debütierte Fatoukouma für die nigrische A-Nationalmannschaft in einem Qualifikationsspiel zum Afrika-Cup gegen Guinea. Bei der 0:1-Auswärtsniederlage in Conakry stand er über die kompletten 90 Minuten auf dem Spielfeld. Nach der erfolgreichen Qualifikation bestritt er beim Afrika-Cup 2013 in Südafrika alle drei Partien beim Gruppenphasenaus. Seinen einzigen Treffer erzielte der Verteidiger am 15. November 2013 bei einem Testspiel gegen Libyen (1:1). Bis 2019 absolvierte er insgesamt 36 Länderspiele für das westafrikanische Land.